# تثليث ديلاوني

تثليث ديلاوني في المستوي مع الدوائر المحيطة.

في الرياضيات والهندسة الرياضية الحاسوبية، تثليث ديلاوني (بالإنجليزية: Delaunay triangulation)‏ لمجموعة P من النقاط في المستوي هو تثليث DT(P) بحيث أن لا يوجد أي نقطة من P تكون داخل الدائرة المحيطة بأي مثلث في DT(P). يعمل تثليث ديلاوني على تعظيم أصغر زاوية في جميع مثلثات التثليث، وبذلك يتم تفادي إنشاء مثلثات رفيعة جداً. تم اختراع طريقة التثليث هذه من قبل بوريس ديلاوني في عام 1934.
بحسب تعريف ديلاوني، فإن الدائرة المحيطة بمثلث تم إنشاءه من ثلاث نقاط من مجموعة النقاط تكون دائرة فارغة إذا لم تحتو هذه الدائرة غير النقاط الثلاثة المعرفة لها. وعليه فإن شرط ديلاوني ينص أن الشبكة المثلثية تكون تثليث ديلاوني إذا كانت جميع الدوائر المحيطة بالمثلثات هي دوائر فارغة.

## وصلات خارجية
- إيريك ويستاين، تثليث ديلاوني، ماثوورلد Mathworld (باللغة الإنكليزية).